# Leif Kullman

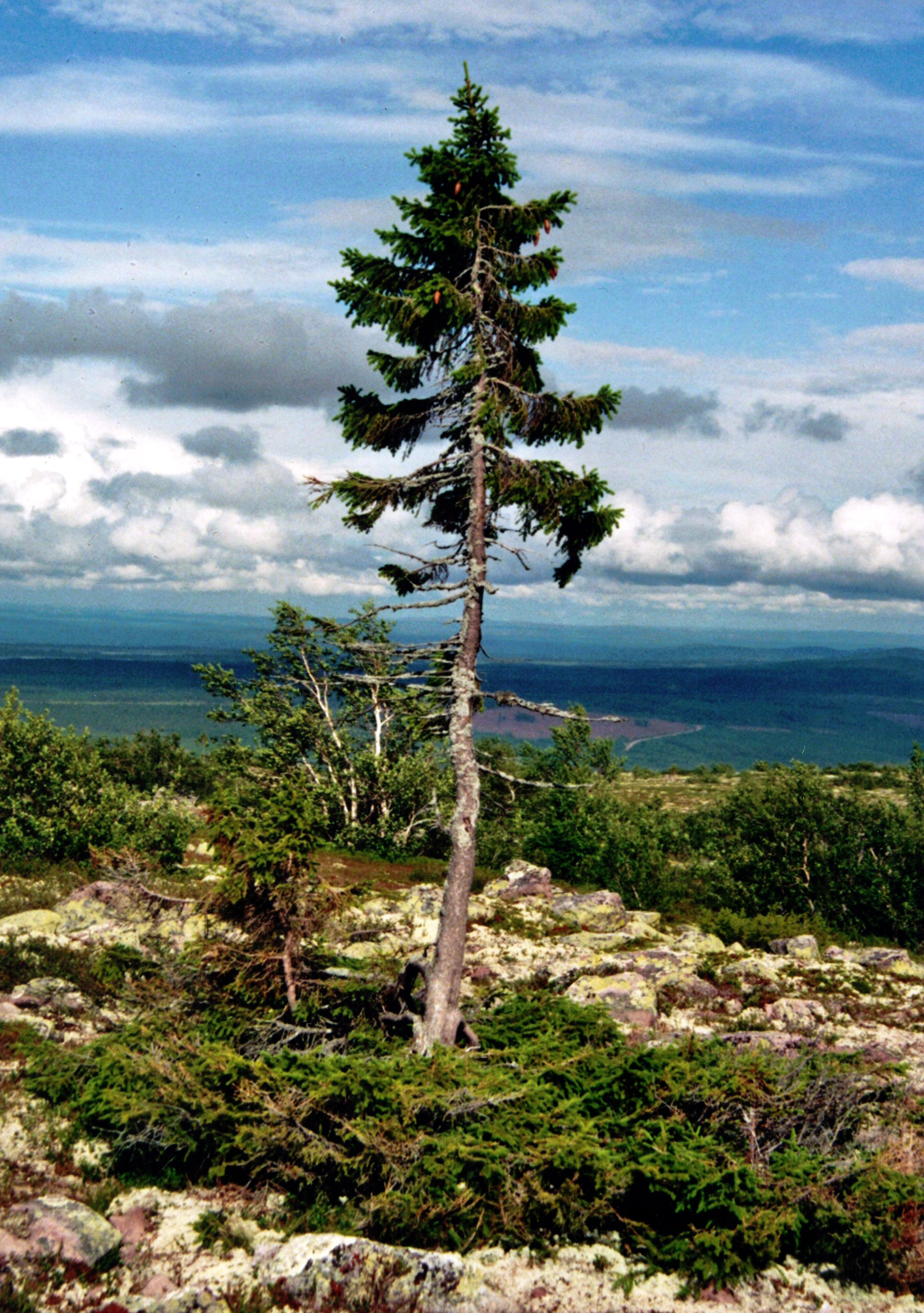
Granen Old Tjikko på Fulufjället

Leif Torsten Kullman, född 3 maj 1948, är en svensk naturgeograf och författare.
Han har bland annat varit anställd på Sveriges lantbruksuniversitet och Umeå Universitet. År 2001 blev han professor i naturgeografi vid Umeå universitet och har arbetat med forskning och undervisning med inriktning på klimatrelaterade ekologiska förändringar och markanvändning i fjällnära områden.
Leif Kullman och Lisa Öberg har i samband med forskningsprojekt om förändrade trädgränser i svenska fjällområden hittat granarna Old Tjikko och Old Rasmus på Fulufjället respektive Sonfjället, vilka bägge är kloner av granar som vuxit på samma plats i 9 500 år.
Han är gift med Lisa Öberg.